# 13-та армія (Російська імперія)
13-та армія (13 А, рос. 13-я армия) — загальновійськове оперативне об'єднання з'єднань, частин Російської імператорської армії під час Першої світової війни.

## Склад
Штаб 13-ї армії сформований 16 травня 1915. Армія слугувала для зміцнення зв'язку між Північно-Західним і Південно-Західним фронтами. Після поділу в серпні 1915 Північно-Західного фронту на Північний і Західний армія була розформована, її військові частини увійшли до 3-ї армії, а штаб перейменований на штаб 12-ї армії.
Армія брала участь в операції з відходу російських військ з Галичини (1915).

## Командувачі
- 12.6 — 20.8.1915 — генерал від інфантерії Горбатовський Володимир Миколайович.